# Daring (Schiff, 1895)
Die HMS Daring war ein Torpedobootszerstörer der gleichnamigen Klasse der britischen Marine, der von 1895 bis 1912 in Dienst stand.

## Allgemeines
Das Schiff lief am 25. November 1893 auf der Werft von John Isaac Thornycroft in Chiswick vom Stapel und wurde im Februar 1895 in Dienst gestellt.
Bei Testfahrten erreichte die Daring eine Höchstgeschwindigkeit von 29,25 Knoten (54,3 km/h), was ihr Schlagzeilen als Schnellstes Boot aller Zeiten ('Fastest Boat Ever') einbrachte.
Während ihrer Einsatzzeit erwies sich das im Bug installierte Torpedorohr allerdings als in der Praxis unbrauchbar, da das Boot bei Angriffen mit hoher Geschwindigkeit Gefahr lief, seinen eigenen Torpedo zu überholen. Außerdem beengte die klobige Röhre die Mannschaftsquartiere und machte das Vordeck anfällig für Überflutungen. Auf Grund dieser Erfahrungen wurde das Bugrohr später entfernt.
Die Einführung von Dampfturbinen ab 1897 ließ sie und ihr Schwesterboot schnell veralten und so wurde sie 1912 außer Dienst gestellt und verkauft.